# Siedlec (powiat wolsztyński)
Siedlec – wieś w Polsce położona w województwie wielkopolskim, w powiecie wolsztyńskim, w gminie Siedlec.

## Historia
Wieś pierwotnie związana była z Wielkopolską. Ma metrykę średniowieczną i istnieje co najmniej od XIV wieku. Po raz pierwszy wymieniana w dokumencie z 1257 jako Sedlce, 1257 Siedlec, 1380 Sedlecz, 1401 Sziedlecz, 1408 Sedlecz, 1418 Sedlecz, 1420 Szedlecze, 1423 Szedlcz, 1423 de Schetlcza, 1425 Szedlecz, 1434 Schedlecz, 1447 Syedlecz, 1496 Syedlyecz, 1512 Szyedlecz, 1571 Sielcz.
Miejscowość była wsią książęcą, a później w wyniku darowizny stała się uposażeniem Opactwa Cystersów w Obrze. W 1257 książę wielkopolski Przemysł I nadał dobrom klasztornym w Obrze immunitet sądowy i ekonomiczny oraz zezwolił opatowi oberskiemu na lokowanie wsi Smardzewo oraz Siedlec na prawie niemieckim wraz z targiem i karczmą wolnymi od powinności na rzecz kasztelana. W 1431 król Polski Władysław Jagiełło potwierdził te przywileje i dobra klasztoru w Obrze, m.in. nadanie wsi Siedlec przez księcia Przemysła. W 1496 król Polski Jan Olbracht uwolnił wszystkie wsie klasztoru w Obrze, w tym m.in. Siedlec, od poradlnego w wysokości wiardunku od łanu, tak by płaciły teraz po dwa grosze z łanu.
Od 1401 wieś była siedzibą własnej parafii, wcześniej należała w parafii Niałek, a w 1510 leżała w dekanacie Grodzisk. W 1530 wieś należała do powiatu kościańskiego Korony Królestwa Polskiego. W 1401 biskup poznański Wojciech Jastrzębiec erygował kościół parafialny w Siedlcu pod wezwaniem św. Michała podporządkowując mu wsie klasztorne Siedlec, Kiełpiny, Żodyń i Nieborze, które dotychczas przynależały do parafii w Niałku. Ze względu na odległość poprzednie przyporządkowanie tych wsi stanowiło wielką uciążliwość dla mieszkańców, zwłaszcza zimą i w Wielkim Poście. Po utworzeniu nowej parafii w Siedlcu opat oberski jako uposażenie nadał nowemu kościołowi jeden łan w Siedlcu i kolejny w Żodyniu, a także 2 zagrody w tych wsiach, błoto, czyli łąkę na granicy Siedlca i Kiełpin, działki przy kościele na dwór plebana i na dom dla kleryka oraz ogrody przy nich. Budynki potrzebne do ustanowienia nowej parafii zbudować mieli chłopi z Siedlca i Żodynia, a kmiecie z tych wsi mieli z każdego wykarczowanego i uprawianego łanu dawać plebanowi meszne po 1 ćwierci żyta i owsa, zaś zagrodnicy i komornicy po jednym groszu na Wielkanoc, kolędy na wigilię Bożego Narodzenia i koło Trzech Króli oraz jaja w Wielkim Poście dla plebana, a dla kleryka każdy mieszkaniec ma dać na Suche dni po 3 denary i chlebie. witrycy mieli natomiast z pomocą innych mieszkańców wsi stosownie do potrzeb kupować wino, opłatki i świece.
Miejscowość odnotowują także historyczne regesty podatkowe. W 1510 we wsi odnotowano 6,5 łana osiadłego, 2 sołectwa miały po jednym łanie. W 1530 miał miejsce pobór podatków od 3 łanów, od 3 grosze od karczmy. W 1563 pobrano podatki od 6,5 łana, 2 łanów sołtysich, karczmy dziedzicznej oraz od jednego rzemieślnika. W 1564 w Siedlcu było 5 łanów. W 1571 miał miejsce pobór od 6,5 łana, 2 łanów sołtysich, karczmy dziedzicznej, 2 zagrodników, rzemieślnika. W 1580 pobór od 7 łanów oraz zagrodnika.
Pod koniec XVI wieku miejscowość była wsią duchowną i leżała w powiecie kościańskim województwa poznańskiego w Rzeczypospolitej Obojga Narodów.
W wyniku II rozbioru Rzeczypospolitej w 1793, miejscowość przeszła w posiadanie Prus i jak cała Wielkopolska znalazła się w zaborze pruskim. W okresie Wielkiego Księstwa Poznańskiego (1815-1848) miejscowość wzmiankowana jako Siedlce (Schilz) należała do wsi większych w ówczesnym powiecie babimojskim. Siedlec należał do wolsztyńskiego okręgu policyjnego tego powiatu i stanowiły część majątku Kaszczor, który należał do rządu pruskiego w Berlinie. Według spisu urzędowego z 1837 roku Siedlec liczył 237 mieszkańców, którzy zamieszkiwali 28 dymów (domostw). Na terenie miejscowości znajdował się pomnik wdzięczności dla żołnierzy Armii Czerwonej. Został usunięty dnia 20 kwietnia 2022 roku.
W latach 1975–1998 miejscowość należała administracyjnie do województwa zielonogórskiego.
Miejscowość jest zaprzyjaźniona z niemieckim Golßen (miejscowości partnerskie).
Miejscowość jest siedzibą gminy Siedlec.
Od 2004 r. do 2014 r., w sierpniu, odbywało się we wsi Święto Świni, a przed Urzędem Gminy stał Pomnik świni – drewniana rzeźba dłuta artysty ludowego Grzegorza Apiecionka z Barłożni k. Wolsztyna. Drewniana świnia ważyła 150 kg. W 2019 wieś gościła XXI Wojewódzko-Archidiecezjalne Dożynki Wielkopolskie z udziałem arcybiskupa Stanisława Gądeckiego i marszałka Marka Woźniaka.